# Садыков, Довлетгельды
Довлетгельды Садыков (туркм. Döwletgeldi Sadykow; род. 1965, Ашхабад) — министр финансов Туркменистана (2011—2014).

## Биография
Родился в 1985 году в Ашхабаде. В 1989 году окончил Туркменский государственный институт экономики и управления по специальности «экономист».
Трудовую деятельность начал в 1989 году преподавателем Туркменского государственного института экономики и управления. Работал заместителем начальника ревизионного отдела Главной государственной налоговой службы Туркменистана, начальником Государственной налоговой службы этрапа имени Президента Ниязова города Ашхабад, главным специалистом, начальником различных управлений Министерства экономики и финансов Туркменистана, заместителем министра финансов Туркменистана.
Министр финансов Туркменистана (8 июля 2011 — 7 июля 2014).

## Награды
- Медаль «Гайрат»